# Barber Conable
Barber Benjamin Conable Jr. (2 novembre 1922 - 30 novembre 2003) est un membre du Congrès américain de New York et ancien président de la Banque mondiale.

## Biographie
Conable est né à Varsaw, New York, le 2 novembre 1922. Conable est un Eagle Scout et reçoit le Distinguished Eagle Scout Award des Boy Scouts of America. Il est diplômé de l'Université Cornell en 1942, où il est président de la société Quill and Dagger et membre de la fraternité Phi Delta Theta. Il s'enrôle ensuite dans les Marines et est envoyé sur le front du Pacifique pendant la Seconde Guerre mondiale, où il apprend à parler japonais et combat lors de la bataille d'Iwo Jima. Après la guerre, il obtient son diplôme en droit de la faculté de droit de l'Université Cornell en 1948, où il appartient à la branche Cornell de la Telluride Association, après avoir été admis en tant qu'étudiant en droit, après une tentative infructueuse en premier cycle. Plus tard, il se réenrôle et combat pendant la guerre de Corée.
En 1962, Conable est élu républicain au Sénat de l'État de New York. Après un seul mandat, il est élu à la Chambre des représentants des États-Unis en 1964 dans un district basé à Rochester. Il est réélu neuf fois. Il est connu pour son honnêteté et son intégrité, ayant à un moment donné été élu par ses collègues le membre « le plus respecté » du Congrès. Il refuse d'accepter des contributions personnelles supérieures à 50 $. En tant que membre minoritaire de longue date du House Ways and Means Committee, l'une de ses principales réalisations législatives est une disposition du code fiscal américain qui rend possibles les régimes de retraite à cotisations définies 401(k) et 403(b), et les cotisations à ces régimes par les employeurs et les employés avec report d'impôt, en vertu de la législation fiscale fédérale.

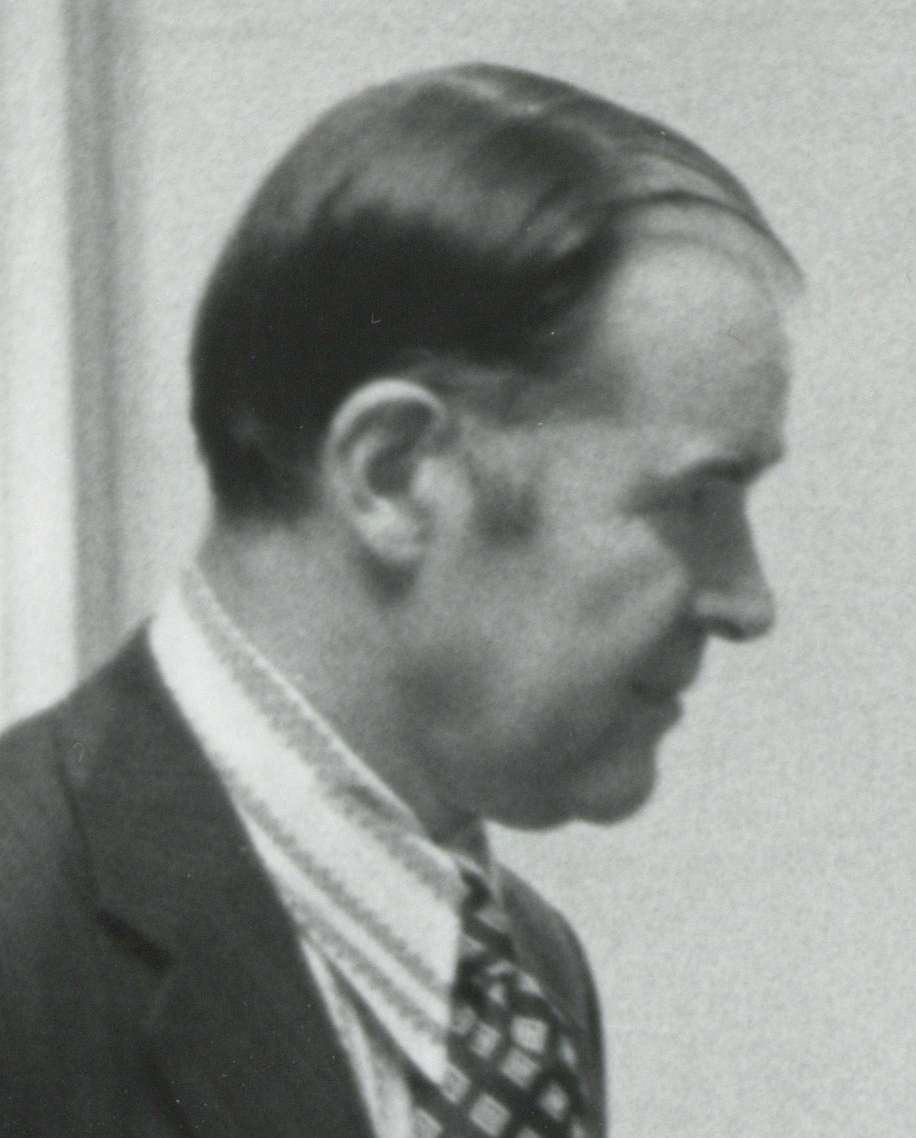
Barber Conable le 5 avril 1973

Allié de longue date de Richard Nixon, Conable rompt avec lui avec dégoût après les révélations du scandale du Watergate. Lorsque la Maison Blanche publie une cassette de Nixon demandant à son chef de cabinet H. R. Haldeman d'entraver l'enquête du FBI, Conable déclare qu'il s'agissait d'un "smoking gun", une phrase qui est rapidement entrée dans le folklore politique.
En 1980, Conable apparait dans le documentaire PBS de Milton Friedman Free to Choose.
Conable prend sa retraite de la Chambre en 1984. En 1986, le président Ronald Reagan le nomme président de la Banque mondiale. Son expérience en tant que législateur s'avère cruciale car il persuade ses anciens collègues de presque doubler les crédits du Congrès pour la banque. Il prend sa retraite en 1991.
En 1952, Conable épouse Charlotte Williams, sa femme jusqu'à sa mort. Il est décédé d'une infection à staphylocoque en 2003, dans sa maison d'hiver à Sarasota, en Floride.